# Anolis quaggulus
Espèce
Synonymes
- Norops quaggulus (Cope, 1885)

Anolis quaggulus est une espèce de sauriens de la famille des Dactyloidae. 

## Répartition
Cette espèce se rencontre au Costa Rica, au Nicaragua et dans l'Est du Honduras. 

## Publication originale
- Cope, 1885 : A contribution to the herpetology of Mexico. Proceedings of the American Philosophical Society, vol. 22, p. 379-404 (texte intégral).